# Алкала де Гвадаира
Алкала де Гвадаира (шп. Alcalá de Guadaíra) град је у Шпанији у аутономној заједници Андалузија у покрајини Севиља. Према процени из 2008. у граду је живело 68.452 становника.

## Становништво
Према процени, у граду је 2008. живело 68.452 становника.
| 1991.  | 2001.  |
| ------ | ------ |
| 52.257 | 57.426 |